# Волновахский район
Волнова́хский район (укр. Волноваський район) — административная единица на юге Донецкой области Украины. Административный центр — город Волноваха.
Площадь — 4457,4 км² (в границах 2014—2020 гг. — 2549,44 км²).

## История
Район был образован 7 марта 1923 года в УССР. 10 сентября 1959 года к Волновахскому району были присоединены части территорий упразднённых Ольгинского и Старомлиновского районов.
В 2014 году здесь проходил бой под Волновахой.

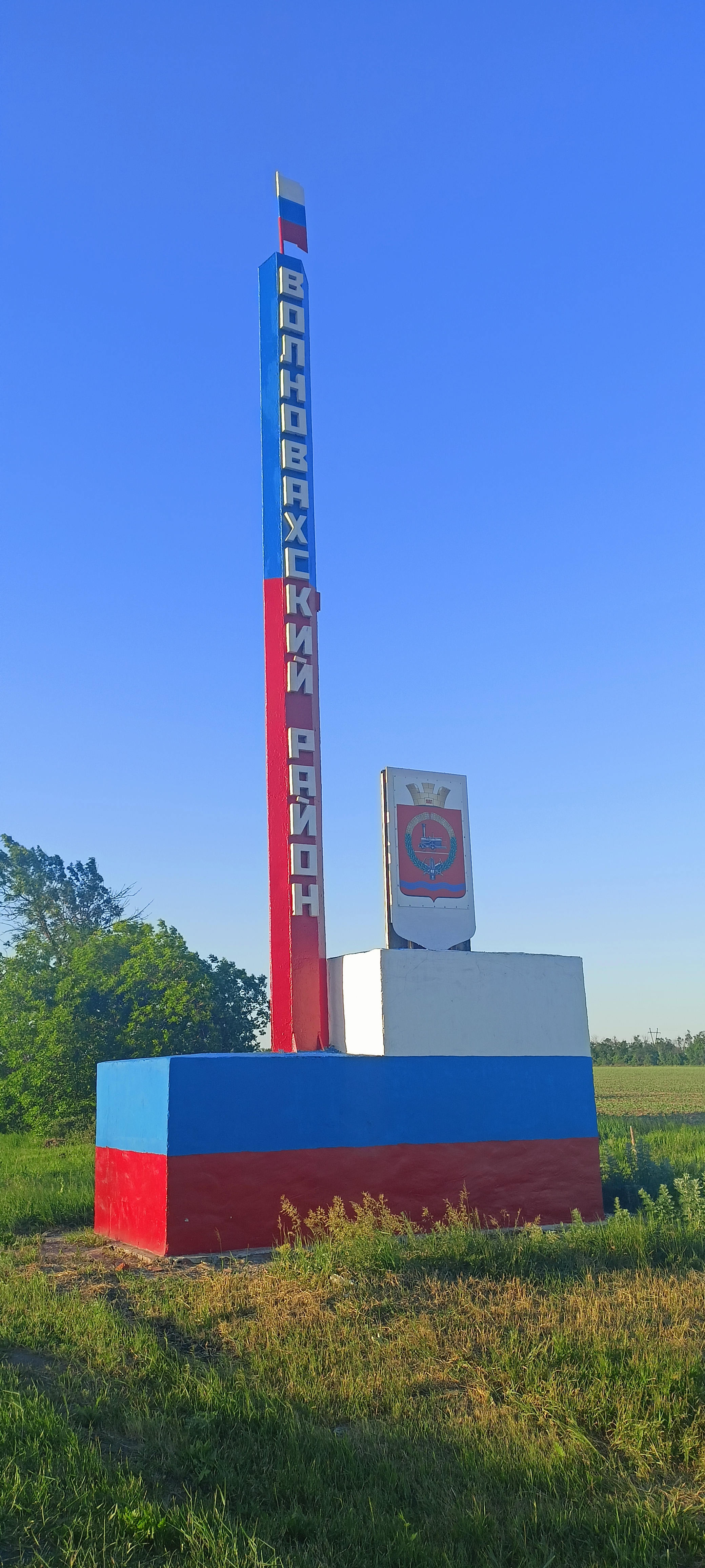
Стелла на въезде в Волновахский район после его аннексии Россией.

17 июля 2020 года в результате административно-территориальной реформы район был укрупнён, в его состав вошли территории:
- Волновахского района,
- Великоновосёлковского района,
- Марьинского района,
- а также города областного значения Угледар.

## Население
Численность населения района в укрупнённых границах — 146,0 тыс. человек.
Численность населения района в границах до 17 июля 2020 года по состоянию на 1 января 2020 года — 95 805 человек, из них городского населения — 52 491 человек, сельского — 43 314 человек.
На территории района компактно проживают греки.
Данные переписи населения 2001 года (в старых границах)
| N | Национальность | Количество | Уд. вес (%) |
| - | -------------- | ---------- | ----------- |
| 1 | Украинцы       | 72346      | 78,22       |
| 2 | Русские        | 15128      | 16,36       |
| 3 | Греки          | 2959       | 3,20        |
| 4 | Белорусы       | 494        | 0,53        |
| 5 | Армяне         | 260        | 0,28        |
| 6 | Молдаване      | 248        | 0,27        |
|   | Всего          | 92489      | 100,00      |

## Административное устройство
Район в укрупнённых границах с 17 июля 2020 года делится на 8 территориальных общин (громад), в том числе 2 городские, 3 поселковые и 3 сельские общины (в скобках — их административные центры):
- Городские:
  - Волновахская городская община (город Волноваха),
  - Угледарская городская община (город Угледар);
- Поселковые:
  - Великоновосёлковская поселковая община (пгт Великая Новосёлка);
  - Мирненская поселковая община (пгт Мирное);
  - Ольгинская поселковая община (пгт Ольгинка);
- Сельские:
  - Комарская сельская община (село Комар),
  - Старомлыновская сельская община (село Старомлыновка),
  - Хлебодаровская сельская община (село Хлебодаровка).

ЦИК Украины в августе 2020 года отменила назначенные на 25 октября 2020 года выборы в четырёх новообразованных территориальных общинах Волновахского района Донецкой области, подконтрольных Украине, сославшись на небезопасность прифронтовой зоны, в частности, в Волновахской, Мирненской, Ольгинской и Угледарской общинах.

### История деления района
В составе района до 2020 года входили: 1 город (райцентр), 9 пгт, 36 сельсоветов, 106 населённых пунктов.
- 1 городской совет:
  - Волновахский горсовет: город Волноваха, сёла Новогригоровка, Новопавловка, Трудовое;
- 8 поселковых советов:
  - Андреевский поссовет: пгт Андреевка, посёлки Бахчевик, Дружное, Обильное;
  - Благодатненский поссовет: пгт Благодатное и пгт Графское;
  - Владимировский поссовет: пгт Владимировка;
  - Донской поссовет: пгт Донское;
  - Мирненский поссовет: пгт Мирное;
  - Новотроицкий поссовет: пгт Новотроицкое;
  - Оленовский поссовет: пгт Оленовка, пос. Малиновое, пос. Молодёжное, пос. Новониколаевка, пос. Петровское;
  - Ольгинский поссовет: пгт Ольгинка, с. Лесное, с. Польное;
- 36 сельских советов
  - Анадольский сельсовет: с. Анадоль, с. Полковое;
  - Андреевский сельсовет: с. Андреевка, с. Доля;
  - Бугасский сельсовет: с. Бугас (1944—1990 — Максимовка);
  - Валерьяновский сельсовет: с. Валерьяновка, с. Благовещенка, с. Зелёный Гай;
  - Виноградненский сельсовет: с. Виноградное, с. Пионерское, с. Приморское с. Широкино, с. Бердянское.
  - Вольнянский сельсовет: с. Вольное;
  - Гранитненский сельсовет: с. Гранитное, с. Старомарьевка;
  - Диановский сельсовет: с. Диановка;
  - Дмитровский сельсовет: с. Дмитровка;
  - Егоровский сельсовет: с. Егоровка, с. Шевченко;
  - Зачатовский сельсовет: с. Зачатовка, пос. Зачатовка;
  - Златоустовский сельсовет: с. Златоустовка, с. Весёлое, с. Голубицкое, с. Затишное, с. Малиновка, с. Новониколаевка;
  - Ивановский сельсовет: с. Ивановка, с. Новотатаровка;
  - Калиновский сельсовет: с. Калиново;
  - Красновский сельсовет: с. Солнечное, с. Знаменовка;
  - Лебединский сельсовет: с. Лебединское, с. Сопино, пос. Калиновка с. Водяное,
  - Любовский сельсовет: с. Любовка, с. Червоное;
  - Николаевский сельсовет: с. Николаевка, с. Богдановка, с. Викторовка, с. Новогнатовка;
  - Никольский сельсовет: с. Никольское;
  - Новоандреевский сельсовет: с. Новоандреевка, с. Кирилловка;
  - Новоалексеевский сельсовет: с. Новоалексеевка, с. Лидино;
  - Новосёловский сельсовет: с. Новосёловка, с. Запорожское, с. Каменка, с. Новосёловка Вторая, с. Степановка, пос. Маловодное;
  - Октябрьский сельсовет: с. Стретенка, с. Лазаревка, с. Петровка, с. Шевченко;
  - Павлопольский сельсовет: с. Павлополь, с. Пищевик, с. Черненко;
  - Петровский сельсовет: Петровское;
  - Привольненский сельсовет: с. Привольное;
  - Прохоровский сельсовет: с. Прохоровка, с. Малогнатовка, с. Тарасовка, с. Новоапостоловка;
  - Ровнопольский сельсовет: с. Ровнополь, с. Передовое;
  - Рыбинский сельсовет: с. Рыбинское, с. Ближнее, с. Василевка, с. Трудовское;
  - Свободненский сельсовет: с. Свободное;
  - Старогнатовский сельсовет: с. Старогнатовка, с. Новогригоровка;
  - Степнянский сельсовет: с. Степное, с. Кропивницкое;
  - Хлебодаровский сельсовет: с. Хлебодаровка;
  - Чермалыкский сельсовет: с. Чермалык, с. Орловское, с. Фёдоровка;
- 11 декабря 2014 года в связи с разрывом административных связей в районах вооружённого конфликта Постановлением Верховной Рады от 11 декабря 2014 № 32-VIII «Про зміни в адміністративно-територіальному устрої Донецької області, зміну і встановлення меж Волноваського, Новоазовського та Тельманівського районів Донецької області»[10] из состава Новоазовского и Тельмановского районов в состав Волновахского района Донецкой области выведено 2 поссовета и 9 сельсоветов общей площадью 70124 га:
  - Андреевский поселковый совет (площадь — 4705,4 га), в том числе пгт Андреевка, посёлки Бахчевик, Дружное, Обильное;
  - Мирненский поселковый совет (площадь — 458,6 га), в том числе пгт Мирное;
  - Виноградненский сельский совет (площадь — 2282,7 га), в том числе сёла Виноградное, Пионерское, Приморское;
  - Гранитненский сельский совет (площадь — 11693,4 га), в том числе сёла Гранитное, Старомарьевка;
  - Коминтерновский сельский совет (площадь — 4348,2 га), в том числе сёла Коминтерново, Водяное, Заиченко;
  - Лебединский сельский совет (площадь — 4928,3 га), в том числе сёла Лебединское, Сопино, посёлок Калиновка;
  - Новосёловский сельский совет (площадь — 13523,0 га), в том числе сёла Новосёловка, Запорожское, Каменка, Новосёловка Вторая, Степановка, посёлок Маловодное;
  - Павлопольский сельский совет (площадь — 4928,7 га), в том числе сёла Павлополь, Пищевик, Черненко;
  - Старогнатовский сельский совет (площадь — 11155,4 га), в том числе сёла Старогнатовка, Новогригоровка;
  - Чермалыкский сельский совет (площадь — 11182,5 га), в том числе сёла Чермалык, Орловское, Фёдоровка;
  - Широкинский сельский совет (площадь — 917,8 га), в том числе сёла Широкино, Бердянское.
- 17 июля 2020, народными депутатами Украины было утверждено постановление «О создании и ликвидации районов», которое предусматривает новое территориальное устройство Украины. В частности, Верховная Рада поддержала проект постановления № 3650 о ликвидации 490 существующих районов и создание вместо них 136 новых районов. Волновахский район (с административным центром в городе Волноваха) утвержденн Кабинетом министров Украины[11] в составе территорий:
  - Великоновоселковской поселковой территориальных общины (с административным центром пгт. Великая Новосёлка)
  - Волновахской городской территориальных общины (с административным центром г. Волноваха)
  - Угледарской городской территориальных общины (с административным центром г. Угледар)
  - Комарской сельской территориальных общины (с административным центром с. Комар)
  - Мирненской поселковой территориальных общины (с административным центром пгт. Мирное)
  - Ольгинской поселковой территориальных общины (с административным центром пгт. Ольгинка)
  - Старомлиновской сельской территориальных общины (с административным центром с. Старомлыновка)
  - Хлебодаровской сельской территориальных общины (с административным центром пгт. Хлебодаровка)

## Инфраструктура
В районе в границах до 2020 года находилось 80 медучреждений, 62 ОШ, ДК, 61 клуб, 61 библиотека, 2 музея (краеведческий в Волновахе и музей Великоанадольского леса в пгт Комсомольский), 75 киноустановок в кинотеатрах и клубах.

## Экономика
Добыча доломита, флюсового известняка, песчаников, каолина, огнеупорных глин, гранита. Имеются залежи нефелинового сиенита (алюминиевые руды — Калинино-Шевченковское месторождение).
29 колхозов, 5 совхозов, 4 птицефабрики, 46 промышленных и транспортных предприятий, 9 строительных организаций.

## Экология
Общегосударственный лесной заказник «Великоанадольский» (площадь — 25,43 км², охраняется искусственный лесной массив — памятник степного лесоразведения).
Охраняемые природные территории:
- Знаменовская балка
- Скважина 44
- Скважина 48-ГД
- Мариупольская лесная дача

См. также:
- Приазовье